# Нгимбат, Арон
Арон Нгимбат (англ. Aaron Nguimbat; род. 13 марта 1978 года, Яунде) — камерунский футболист, игравший на позиции защитника. Олимпийский чемпион 2000 года.

## Клубная карьера
В первой половине карьеры играл за камерунский клуб «Канон Яунде».
В ходе сезона 2002 года перешёл в ведущий клуб Латвии того времени — рижский «Сконто». За следующие 4 сезона сыграл в чемпионатах Латвии 69 матчей и забил 5 голов. Стал трёхкратным чемпионом страны (2002, 2003, 2004), серебряным призёром (2005), обладателем (2002) и финалистом (2003, 2004) Кубка Латвии. 16 апреля 2003 года в матче национального чемпионата против «РКБ-Арма» стал автором хет-трика. Сыграл 8 матчей в предварительных раундах Лиги чемпионов.
После ухода из «Сконто» вернулся в Камерун, где выступал за «Униспорт Бафанг», а затем несколько лет играл в Индонезии. В составе клуба «Шривиджая» становился обладателем Кубка Индонезии в 2007 году и победителем второго дивизиона национального чемпионата в 2008 году.

## Карьера в сборной
Принимал участие в футбольном турнире Олимпиады-2000 в Сиднее, где в составе олимпийской сборной Камеруна стал победителем. На турнире выходил на поле в 5 матчах (во всех, кроме полуфинала), в том числе в финальном матче против Испании отыграл первый тайм.
В национальной сборной Камеруна провёл единственный матч 23 апреля 2000 года против Сомали в отборочном турнире ЧМ-2002, заменив на 48-й минуте Пьера Нжанка.